# Exetastes ziegleri
Exetastes ziegleri là một loài tò vò trong họ Ichneumonidae.